# 豪普特冰原島峰
66°35′S 110°41′E / 66.583°S 110.683°E
豪普特冰原島峰（英語：Haupt Nunatak）是南極洲的冰原島峰，位於威爾克斯地，處於亞歷山大冰原島峰以南9公里，根據美國海軍拍攝的空中照片繪入地圖，現時由南極條約體系管理。